# 坎库里亚
坎库里亚（Kankuria），是印度西孟加拉邦Murshidabad县的一个城镇。总人口27372（2001年）。

## 人口
该地2001年总人口27372人，其中男性13643人，女性13729人；0—6岁人口6256人，其中男3148人，女3108人；识字率30.86%，其中男性为38.72%，女性为23.04%。